# Muchang Zhen
Muchang Zhen (kinesiska: 木厂, 木厂镇) är en köping i Kina. Den ligger i provinsen Yunnan, i den sydvästra delen av landet, omkring 280 kilometer sydost om provinshuvudstaden Kunming. Antalet invånare är 24 158. Befolkningen består av 11 462 kvinnor och 12 696 män. Barn under 15 år utgör 20,0 %, vuxna 15-64 år 69 %, och äldre över 65 år 9,0 %.
Genomsnittlig årsnederbörd är 2 402 millimeter. Den regnigaste månaden är juli, med i genomsnitt 536 mm nederbörd, och den torraste är februari, med 29 mm nederbörd.